# Willemijn Verloop
Willemijn Verloop, född 14 februari 1970 i Utrecht, är en nederländsk fredsaktivist och entreprenör. Hon är grundare av den nederländska biståndsorganisationen War Child 1994, och var dess VD mellan 1994 och 2010. Sedan 2012 är hon grundare och chef för Social Enterprise NL, ett plattform för sociala företag i Nederländerna och delägare i Social Impact Ventures, en aktiefond för nederländsk sociala entreprenörer.